# Stora Sickla

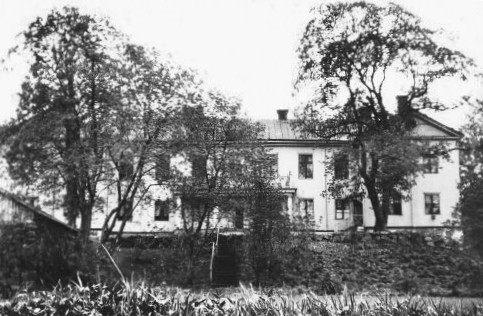
Stora Sickla gård 1910.

Stora Sickla var en herrgård och kungsladugård på västra Sicklaön i Sicklaö socken i Nacka kommun. Den grundades senast under 900-talet. Gårdens sista mangårdsbyggnad från 1795 stod vid Sickla allé ungefär där det stora byggvaruhuset finns idag. Den brann ner 1989 efter en tids förfall.

## Gårdens historia före industrialismen
Kyrkviken, Sicklasjön och Järlasjön är än idag en sammanhängande vattenspegel. Från detta sjöbäcken gick en vikingatida farled i sprickdalen, österut via Lännerstasundet och Baggensstäket till Östersjön och västerut till Mälaren. Farleden grundades upp och höjdes genom den postglaciala landhöjningen och är nu sedan länge avbruten av ett näs vid Duvnäs.
Namnet Sickla betyder ungefär ”sidlänt ställe, där vatten framkommer, småträsk”. Gården grundades senast under 900-talet att döma av gårdsgravfältet, beläget på platsen för den stora Sicklarondellen intill Sjöstadshallen. Det omfattade ungefär 15 bevarade anläggningar, undersöktes 1965 och togs bort.
De äldsta skriftliga beläggen för gården Sickla härrör från medeltiden. I Stockholms skottebok år 1460 nämns Mattis i Siglö och år 1512 Jon i Sicla. Gården var då ännu ett självständigt bondehemman och låg inte där huvudbyggnaden uppfördes i slutet av 1700-talet. Enligt en karta från 1690 stod gårdsbebyggelsen mellan Sicklarondellen och Dieselverkstaden, där Sickla Industriväg nu går. Vid denna tid var Stora Sickla en kungsladugård, d.v.s. en ekonomisk försörjningsenhet, under Danvikens hospital. Inägorna sträckte sig österut i dalgången mellan Alphyddan och Sicklasjön.

### Historiska kartor
| Stora Sicklas ägor, 1774 och gården på häradskartan från 1901. |  | Stora Sicklas ägor, 1774 och gården på häradskartan från 1901. |
| Stora Sicklas ägor, 1774 och gården på häradskartan från 1901. |  |                                                                |

På 1720-talet etablerades vid Sicklasjön ett tryckeri för mönster på bomullstyg. På en karta från 1774 syns tryckeriet som Sickla Cattuns trÿckerie. 1795 fick tryckeriet den huvudbyggnad som senare kallades Stora Sickla gård. Det var en stor tvåvåningsbyggnad i trä, gestaltad i sengustaviansk stil. Byggnaden hade två korta och med huset sammanbyggda flyglar. Huvudentrén var vänd mot norr och accentuerades av en stor veranda som bars upp av fyra träkolonner i dorisk ordning. 1977 var huset var målat i blekgult med ljusgrå detaljer.

## Från 1890 framåt
Mot slutet av 1800-talet var Stockholmstraktens storjordbruksepok över, så även för Stora Sickla gård. Marken såldes för exploatering och 1892 förvärvades den av järnvägsaktiebolaget Stockholm-Saltsjön. Snart etablerade sig diverse industrier i området, bland dem AB Diesel Motorer (senare namn Atlas Diesel och Atlas Copco) som anlades 1898 strax norr om Sickla gård. 
I början av 1900-talet användes herrgårdsbyggnaden som sommarhus av några konstnärer som Per Ekström och Victor Forssell. Därefter byggdes gården om till arbetarbostäder. På 1960-talet fanns planer på att riva Stora Sickla eftersom ägaren, Atlas Copco, inte var beredd att skjuta till medel för en upprustning. Rivningen stoppades 1977 i sista stund, men byggnadens förfall fortsatte och gården blev tillhåll för hemlösa. År 1989 förstördes byggnaden slutligen i en brand.
Av gården, som låg ungefär vid södra gaveln av Bauhaus byggvaruhus, återstår numera bara en del kulturpåverkad vegetation som kan berätta om ett tidigare öppet odlingslandskap i dalgången vid Kyrkviken. Längs den allé som ledde fram till gården och som idag kallas Sickla allé finns fortfarande några alléträd bevarade. Numera kantar de en gång- och cykelväg.
| Mangårdsbyggnaden, entrén och östra flygeln 1960. |  | Mangårdsbyggnaden, entrén och östra flygeln 1960. |
| Mangårdsbyggnaden, entrén och östra flygeln 1960. |  |                                                   |

## Referenser

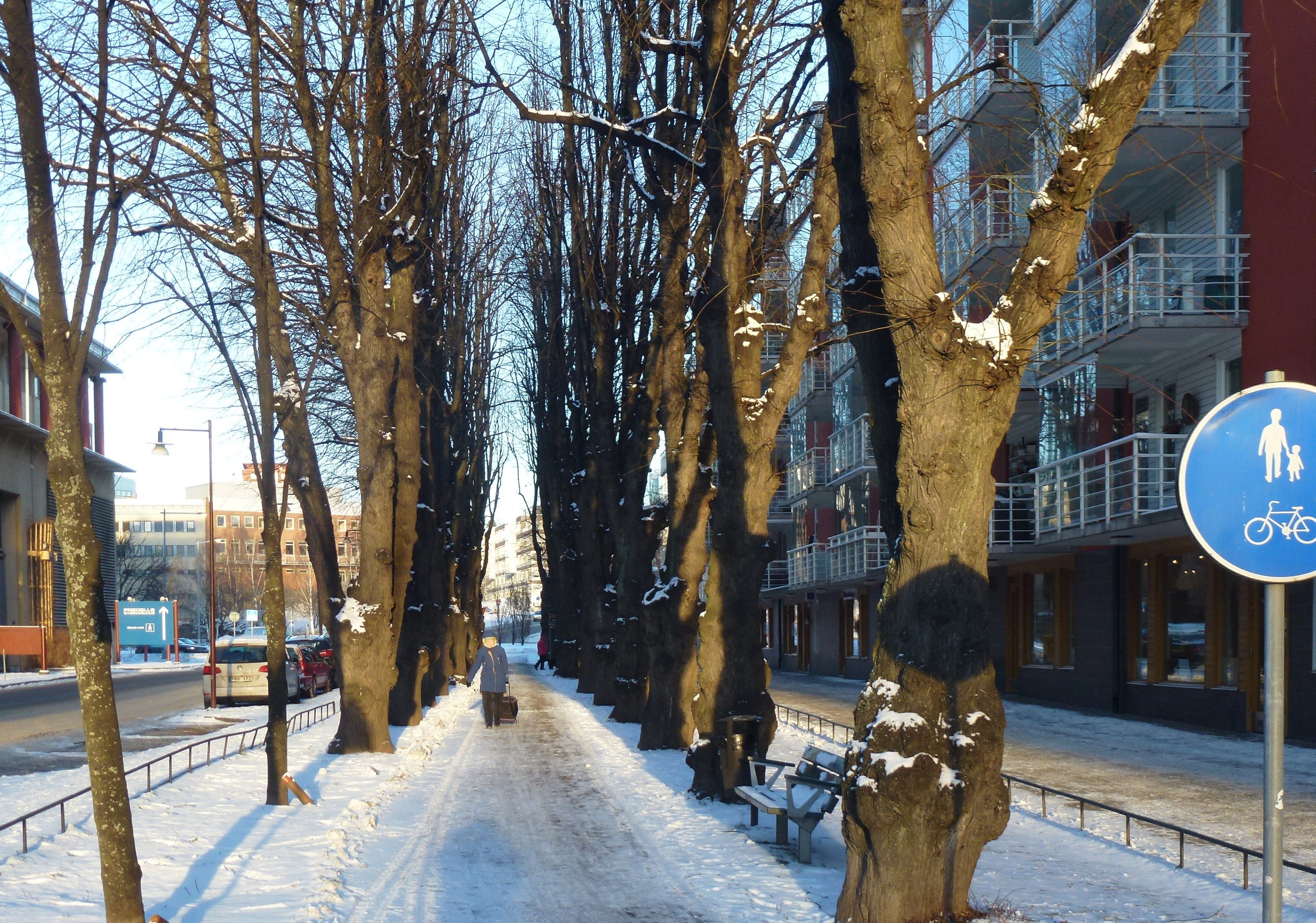
Sickla allés trädplantering, 2014.